# اوكتافيانوس مانياني
اوكتافيانوس مانياني (بالإندونيسية: Oktovianus Maniani)‏ (27 أكتوبر 1990 بجايابورا في إندونيسيا - ) هو لاعب كرة قدم إندونيسي في مركز جناح ‏. شارك مع منتخب إندونيسيا تحت 17 سنة لكرة القدم ومنتخب إندونيسيا تحت 23 سنة لكرة القدم ومنتخب إندونيسيا لكرة القدم. أما مع النوادي، فقد لعب مع بي إس إم إس ميدان ونادي سريويجايا وPersiba Balikpapan ‏ ونادي بورنيو وPersiter Ternate ‏ وPersiram Raja Ampat ‏ وPersidafon Dafonsoro ‏ وباريتو بوترا ‏ وBadak Lampung F.C. ‏ وبيرسيتارا جاكرتا أوتارا ‏.

## وصلات خارجية
- اوكتافيانوس مانياني على موقع قاعدة بيانات كرة القدم.إي يو (الإنجليزية)
- اوكتافيانوس مانياني على موقع ناشيونال فوتبول تيمز (الإنجليزية)
- اوكتافيانوس مانياني على موقع Soccerway.com (الإنجليزية)